# Oberflachs
Oberflachs är en ort i kommunen Schinznach i kantonen Aargau, Schweiz. Orten var före den 1 januari 2014 en egen kommun, men slogs då samman med kommunen Schinznach-Dorf till den nya kommunen Schinznach.